# اليامون

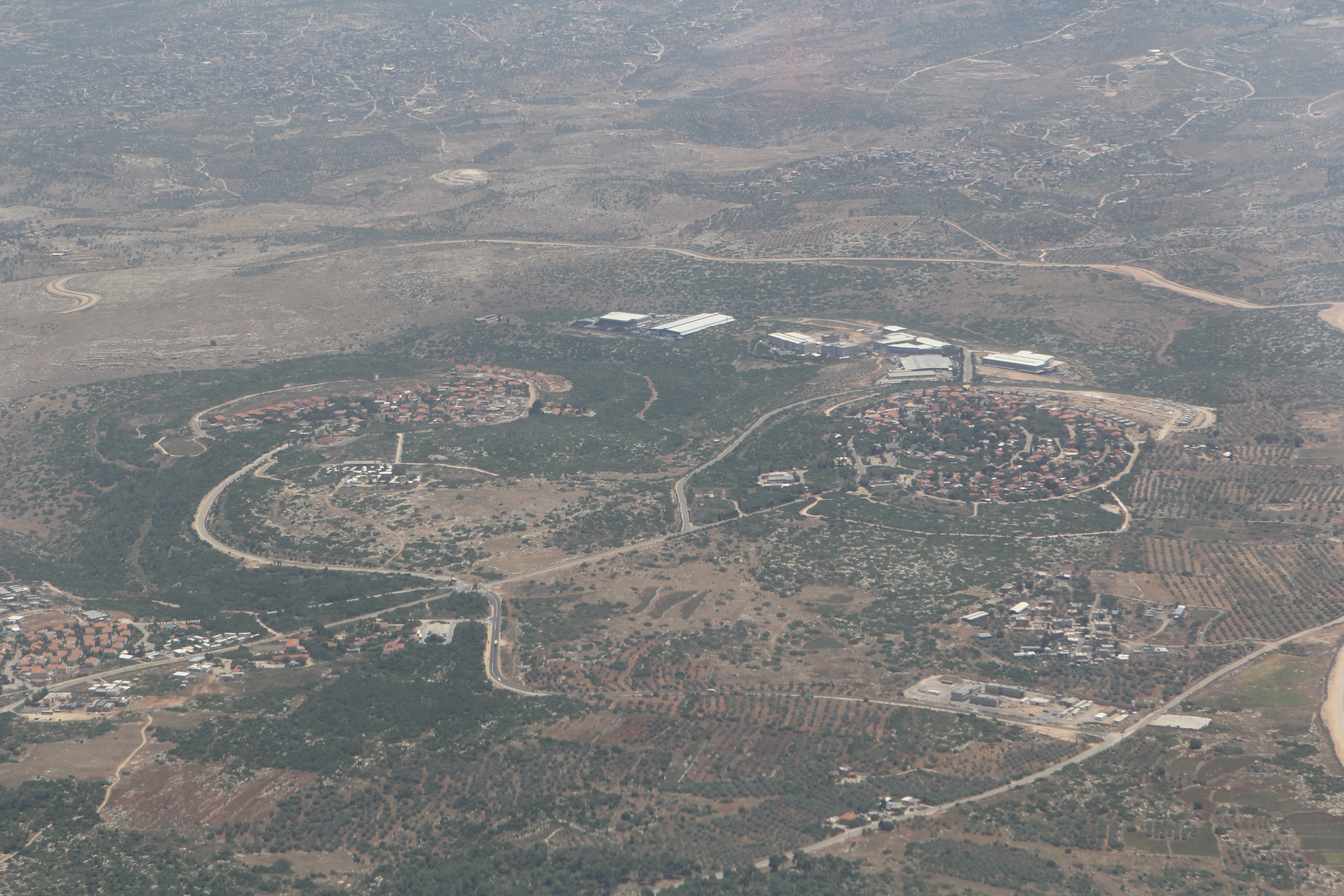
صورة جوية لبلدة اليامون في جنين

اليامون هي بلدة فلسطينية تقع شمال غرب مدينة جنين في الضفة الغربية وتبعد عنها 9 كم، على ارتفاع 159 متر عن سطح البحر. تبلغ مساحة أراضيها 20,400 دونم.

## التسمية
كانت اليامون في العهد الروماني تسمى يانوا، من الفعل «يانواح» بمعنى يستريح ويطمئن وهي تسمية مرتبطة بالموقع الجغرافي الملائم طبيعياً واستراتيجياً إذ ان القرية تتربع على مجموعة تلال وسط منطقة جبلية لا يسهل على الغزاة الوصول إليها، وهي بالإضافة إلى جمال الطبيعة الجبلية المليئة بالأشجار المتنوعة ذات الألوان المتباينة والظلال الوارفة.

## السكان
بلغ عدد سكانها عام 1922م حوالي 878ارتفع إلى 2,520 نسمة عام 1945 م، وبلغ عدد سكانها عام 1967 م حوالي 76 نسمة، تضاعف إلى 8,200 نسمة عام 1987م.

## الخرب
يوجد في القرية أكثر من خربةن منها:
- خربة أبو عامر
- خربة سروح
- خربة بيرين
- خربة الباطن
- خربة جدورة

## التاريخ
وقد تم العثور في القرية على قطع فخارية ‏ من العصر الروماني المبكر والمتأخر والبيزنطي والإسلامي المبكر والعصور الوسطى.

### العصر العثماني
في عام 1517 تم ضم اليامون إلى الإمبراطورية العثمانية مع بقية فلسطين. خلال القرنين السادس عشر والسابع عشر، كانت تابعة لإمارة تراباي (1517-1683)، والتي شملت أيضًا وادي يزرعيل، وحيفا، وجنين، ووادي بيت شان ‏، وشمال جبل نابلس، وبلاد الروحا/راموت منشيه، والجزء الشمالي من سهل الشارون.
في تعداد عام 1596 ظهرت القرية باسم "يامون" وتقع في ناحية شعرة في لواء اللجون. وكان عدد سكانها 28 أسرة، جميعهم مسلمون. كانوا يدفعون ضريبة ثابتة بنسبة 25% على المنتجات الزراعية، بما في ذلك القمح والشعير والمحاصيل الصيفية وأشجار الزيتون والماعز وخلايا النحل، بالإضافة إلى الإيرادات العرضية؛ بإجمالي 15000 آقجة. وقد تم العثور هنا أيضًا على قطع فخارية من العصر العثماني.
وفقًا للتقاليد المحلية، تأسست اليامون الحديثة في عهد ظاهر العمر، الحاكم العربي للجليل في القرن الثامن عشر، بينما كانت المنطقة جزءًا من الإمبراطورية العثمانية.
في عام 1799، تم تسمية اليامون على اسم قرية إيلامون على الخريطة التي رسمها بيير جاكوتين أثناء الحملة الفرنسية على مصر وسوريا.
في عام 1838 لاحظ إدوارد روبنسون ذلك في رحلاته، وفي عام 1870 وجد فيكتور جورين أن يامون كان بها 500 نسمة، وكانت مقسمة إلى حيين، كل منهما تحت قيادة شيخ خاص به.
في عام 1882، وصف مسح صندوق استكشاف فلسطين لفلسطين الغربية بأنها "قرية كبيرة، تحيط بها أشجار الزيتون، وتقع على أرض مرتفعة، وبها بئر في الشرق، حيث يقع على بعد 7 أميال إنجليزية. "

### عصر الإنتداب البريطاني
في تعداد فلسطين عام 1922، الذي أجرته سلطات الانتداب البريطاني، بلغ عدد سكان اليامون 1485 نسمة؛ جميعهم مسلمون باستثناء مسيحي واحد كان أرثوذكسيًا. ارتفع عدد السكان في تعداد عام 1931 إلى 1836 نسمة؛ جميعهم مسلمون، في إجمالي 371 منزلاً.
في إحصاءات عام 1945 بلغ عدد السكان 2520 نسمة؛ جميعهم مسلمون، مع 20361 دونمًا من الأرض، وفقًا لمسح رسمي للأراضي والسكان. وقد تم استخدام 6036 دونمًا للمزارع والأراضي المروية، و11121 دونمًا للحبوب، في حين بلغ إجمالي الأراضي المبنية والحضرية 58 دونمًا.

### العصر الإردني
وفي أعقاب الحرب العربية الإسرائيلية عام 1948، وبعد اتفاقيات الهدنة عام 1949، أصبحت اليامون تحت الحكم الأردني.
في عام 1961م بلغ عدد سكان اليامون 4,173 نسمة.

### ما بعد 1967
منذ حرب الأيام الستة عام 1967، أصبحت القرية تحت الاحتلال الإسرائيلي. بلغ عدد سكان البلدة 4,384 نسمة، منهم 267 جاءوا أصلاً من أراضي إسرائيل.

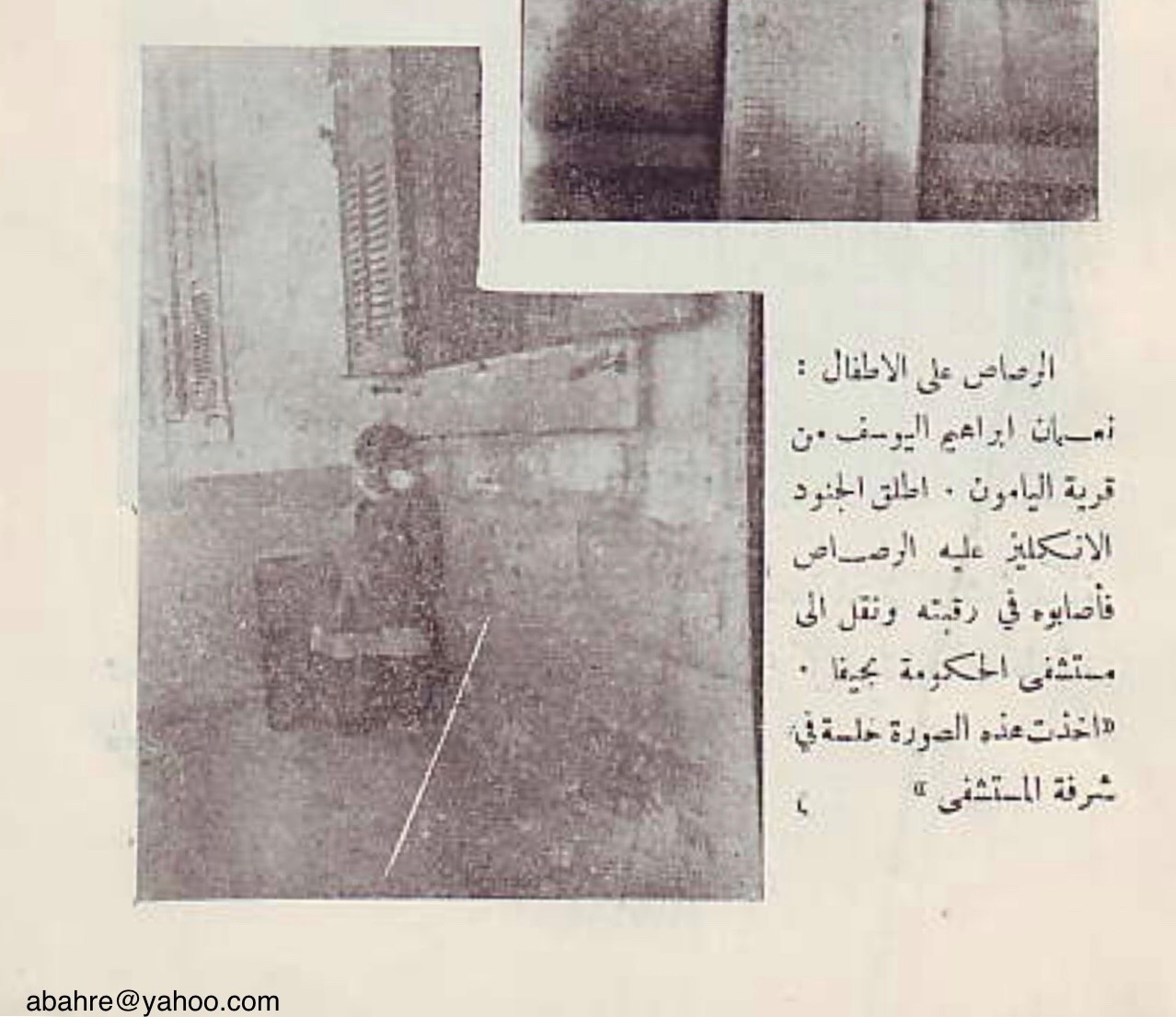